# Råselet
Råselet är en sjö i Vilhelmina kommun i Lappland som är ett sel i Ångermanälven, beläget strax uppströms gränsen till Åsele kommun.
Vid Råselets nordöstra sida ligger byn Råsele.